# Discographie de Marina Diamandis
La discographie de Marina Lambrini Diamandis comprend les albums, singles ou chansons sortis sous les noms de Marina and The Diamonds et MARINA.

## Albums

### Albums studio
| Titre                                                              | Détails de l'album                                                                           | Meilleure position | Meilleure position | Meilleure position | Meilleure position | Meilleure position | Meilleure position | Meilleure position | Meilleure position | Certifications       |
| Titre                                                              | Détails de l'album                                                                           | [ 1 ]              | [ 2 ]              | [ 3 ]              | [ 4 ]              | FL                 | WA                 | USA                | [ 8 ]              | Certifications       |
| ------------------------------------------------------------------ | -------------------------------------------------------------------------------------------- | ------------------ | ------------------ | ------------------ | ------------------ | ------------------ | ------------------ | ------------------ | ------------------ | -------------------- |
| The Family Jewels                                                  | Sortie : 15 février 2010 Label : 679, Atlantic Formats : CD, LP, téléchargement              | 5                  | 12                 | 79                 | 18                 | —                  | —                  | 138                | 132                | BPI : Or             |
| Electra Heart                                                      | Sortie : 27 avril 2012 Label : 679, Atlantic Formats : CD, LP, téléchargement                | 1                  | 17                 | 32                 | 25                 | —                  | 132                | —                  | —                  | BPI : Or · RIAA : Or |
| Froot                                                              | Sortie : 13 mars 2015 Label : Neon Gold, Atlantic Formats : CD, LP, téléchargement, cassette | 10                 | 24                 | 12                 | 38                 | 92                 | 61                 | —                  | 78                 |                      |
| Love + Fear                                                        | Sortie : 26 avril 2019 Label : Atlantic Formats : CD, LP, téléchargement                     | 5                  | 18                 | 22                 | 19                 | 59                 | 84                 | —                  | 136                |                      |
| Ancient Dreams In A Modern Land                                    | Sortie : 11 juin 2021 Label : Atlantic Formats : CD, LP, téléchargement                      |                    |                    |                    |                    |                    |                    |                    |                    |                      |
| Princess of Power                                                  | Sortie : 6 juin 2025 Formats : CD, LP, téléchargement                                        |                    |                    |                    |                    |                    |                    |                    |                    |                      |
| « — » indique que le titre n'est pas sorti ou classé dans le pays. |                                                                                              |                    |                    |                    |                    |                    |                    |                    |                    |                      |

## Singles
- 2009 : Obsessions
- 2009 : Mowgli's Road
- 2010 : Hollywood
- 2010 : I Am Not a Robot
- 2010 : Oh No!
- 2010 : Shampain
- 2012 : Primadonna
- 2012 : Power & Control
- 2012 : How to Be a Heartbreaker
- 2014 : Froot
- 2014 : Happy
- 2015 : I'm a Ruin
- 2015 : Forget
- 2016 : Blue
- 2017 : Disconnect avec Clean Bandit
- 2019 : Handmade Heaven
- 2019 : Superstar
- 2019 : Orange Trees
- 2019 : To Be Human
- 2019 : Karma
- 2020 : About Love
- 2020 : Man's World
- 2021 : Purge The Poison
- 2021 : Ancient Dreams In A Modern Land
- 2021 : Venus Fly Trap
- 2021 : Happy Loner

### Collaborations
- 2018 : Baby (Clean Bandit avec Marina et Luis Fonsi)